# 小オルガン・ミサ

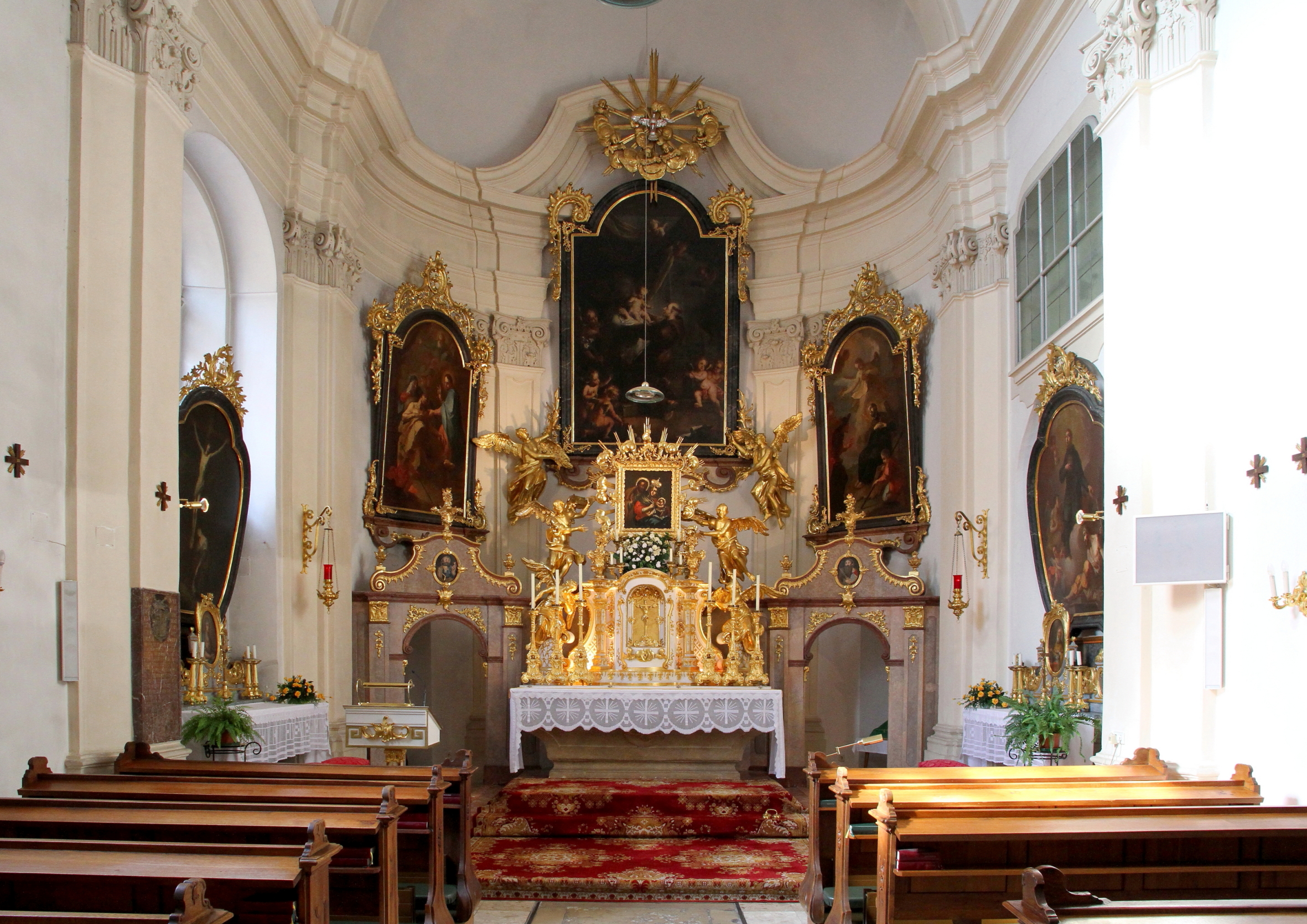
アイゼンシュタットの聖ヨハネ病院修道会附属教会

『小オルガン・ミサ 変ロ長調』 Hob.XXII:7（しょうオルガン・ミサ、ドイツ語: Kleine Orgelmesse）は、フランツ・ヨーゼフ・ハイドンが1777年ごろに作曲したミサ曲。正式名称は『神の聖ヨハネのミサ・ブレヴィス』(Missa brevis Sancti Joannis de Deo)という。聖ヨハネ病院修道会のために作曲された小ミサ曲で、同修道会の守護聖人である神の聖ヨハネにささげられている。おそらくアイゼンシュタットにある修道会（実際には病院）の教会で初演された。
通称はベネディクトゥスにオルガン独奏部分があることによる。曲の規模は小さく、独唱はベネディクトゥスにしか存在しない。演奏時間は15分から20分ほど。

## ミヒャエル・ハイドン版グローリア
グローリアでは曲を圧縮するために異なる歌詞を同時に歌わせており、わずか31小節しかなかったが、1795年、弟のミヒャエル・ハイドンによってザルツブルクで演奏するために118小節に拡張された。また、ミヒャエル・ハイドンが元にした楽譜にはトランペット2台が追加されていた。
ほかに、ヨハン・ゲオルク・アルブレヒツベルガーによってオルガンの装飾を増やされたベネディクトゥスが書かれている。

## 編成
- ソプラノ独唱、4部合唱
- 第1ヴァイオリン、第2ヴァイオリン、低音、オルガン

## 構成

### Kyrie
おだやかに始まるが、強弱の変化が激しい。クリステの部分で短調になる。

### Gloria
声部ごとに異なる歌詞を割りあてることで曲を圧縮している。アーメン・コーラスはごく短いが特徴的である。

### Credo
「Et incarnatus est」から「et sepultus est」までのキリストの生涯を歌った部分では速度が遅くなる。グローリアと同様、両端の速い部分では声部によって異なる歌詞を同時に歌わせることによって曲を圧縮している。アーメン・コーラスはグローリアと同じものが使われる。

### Sanctus
半音階的に下がっていく独特の旋律を持つ。ホザンナの部分は対位法的になる。

### Benedictus
オルガン独奏をもつ前奏ではじまり、ソプラノ独唱によって歌われる。ホザンナで再び合唱が現れる。

### Agnus Dei
ゆっくりした曲だが強弱や調性の変化が激しく、かなり緊張感の高い音楽になっている。